# Associação de Municípios Portugueses do Vinho
A Associação de Municípios Portugueses do Vinho (A.M.P.V.) é uma entidade intermunicipal portuguesa que tem como principal objectivo a promoção e protecção da vinicultura portuguesa. Foi fundada em 30 de abril de 2007 e tem sede no Museu Rural e do Vinho do Cartaxo, Quinta das Pratas, da freguesia e Município de Cartaxo. Anualmente promove o Concurso Cidades do Vinho que visa premiar os melhores vinhos entre seus membros.

## Municípios associados
Dentre os municípios associados estão:
- Águeda
- Alandroal
- Albufeira
- Alcobaça
- Alenquer
- Almeirim
- Alpiarça
- Anadia
- Arcos de Valdevez
- Armamar
- Arruda dos Vinhos
- Azambuja
- Baião
- Barcelos
- Beja
- Bombarral
- Borba
- Boticas
- Cadaval
- Câmara de Lobos
- Cantanhede
- Carregal do Sal
- Cartaxo
- Cascais
- Chamusca
- Coruche
- Estremoz
- Évora
- Felgueiras
- Ferreira do Alentejo
- Figueira de Castelo Rodrigo
- Gouveia
- Grândola
- Lagoa
- Lagos
- Lajes do Pico
- Lamego
- Loures
- Lourinhã
- Madalena
- Mafra
- Marco de Canaveses
- Mealhada
- Melgaço
- Mértola
- Monção
- Montemor-o-Novo
- Montijo
- Moura
- Mourão
- Murça
- Nelas
- Oeiras
- Ourém
- Palmela
- Penalva do Castelo
- Peso da Régua
- Pinhel
- Ponte da Barca
- Ponte de Lima
- Portalegre
- Porto Moniz
- Praia da Vitória
- Redondo
- Reguengos de Monsaraz
- Rio Maior
- São Roque do Pico
- Salvaterra de Magos
- Santa Marta de Penaguião
- Santarém
- São Vicente
- Setúbal
- Silves
- Sintra
- Sobral de Monte Agraço
- Santa Cruz da Graciosa
- Tábua
- Tabuaço
- Tomar
- Torres Vedras
- Vendas Novas
- Viana do Castelo
- Vidigueira
- Vila Franca de Xira
- Vila Nova de Foz Côa
- Vila Nova de Gaia
- Vila Real
- Viseu